# Перцихтові
Перцихтові (Percichthyidae) — родина риб ряду Окунеподібних. Мешкають головним чином в солонуватих або в прісних водах помірних і субтропічних областей. Зовні ці риби дуже нагадують звичайного окуня, проте забарвлення їх тіла відрізняється істотно більшою розмаїтістю, а на кістках зябрової кришки є сильні шипи.

## Класифікація
Представники родини перцихтових раніше відносилися до близької родини Моронових (Moronidae). Австралійські представники перцихтових відносилися до Кам'яних окунів (Serranidae).
На даний час відомо близько 22 видів і 11 родів перцихтових. Більшість, але не всі, є прісноводними рибами. Поширені переважно у Австралазії і Південній Америці, деякі роди (зокрема Siniperca) зустрічаються в Азії, деякі морські види знайдені на півночі Пацифіки, біля Каліфорнії.

## Роди
- Bostockia
- Coreoperca
- Edelia
- Gadopsis
- Guyu
- Maccullochella
- Macquaria
- Nannatherina
- Nannoperca
- Percichthys
- Siniperca — Китайський окунь